# Amansie East
Amansie East – jest jednym z 21 dystryktów w południowo-wschodniej części regionu Ashanti w Ghanie ze stolicą w Bekwai. W wyniku reformy administracyjnej w roku 1989 z części terytorium dystryktu utworzono dystrykt Amansie Central.
Główne miasta: Poano, Dominase, Ofoase-Kokoben, Kokofu, Koniyaw, Abodom, Anyanso.